# Johann Matthias von Landsberg zu Erwitte
Johann Matthias von Landsberg zu Erwitte (* 23. Mai 1734 in Arnsberg; † 15. September 1813 in Münster) aus dem Adelsgeschlecht der Herren von Landsberg war Domherr in verschiedenen Hochstiften und hatte im Hochstift Münster bis zur Übernahme des Landes durch Preußen auch das Amt des Hofkammerpräsidenten und Präsidenten des Geheimen Rates inne.

## Leben
Johann Matthias wuchs als Sohn des Franz Kaspar Ferdinand von Landsberg zu Erwitte und seiner Gemahlin  Anna Maria Theresia von der Recke zusammen mit seinen Geschwistern Anna Adolphina (* 1751, ⚭ Hermann von Spiegel zum Desenberg), Clemens August (1733–1785, Beamter im Herzogtum Westfalen) und Franz Karl (1735–1779, Domherr) in der westfälischen Adelsfamilie von Landsberg auf. Als nachgeborener Sohn trat er in den geistlichen Stand ein. Im Jahr 1746 erhielt er die erste Tonsur. Im selben Jahr erhielt er eine Dompräbende in Münster. Er verbrachte sein Biennium am Collegium Germanicum in Rom. Ab 1750 setzte er sein Studium in Paderborn fort. Im Jahr 1753 erhielt er auch eine Dompräbende in Paderborn. Die Emanzipation für beide Domherrenstellen erfolgte nach Abschluss des Studiums 1755.
Ab 1764 war er Archidiakon in Winterswijk. Dieses Amt behielt er bis 1775. Durch päpstliche Provision erhielt er 1765 eine weitere Dompräbende in Osnabrück. Ab 1775 war er Archidiakon in Warendorf. Im Jahr 1777 wurde er zur Münsterschen Ritterschaft aufgeschworen. Landsberg zu Erwitte war ab 1780 Domküster in Paderborn und ab 1783 Domscholaster in Münster. Zwischen 1787 und 1803 war er dort auch Hofkammerpräsident. Im Jahr 1789 wurde er von Fürstbischof Franz Egon von Fürstenberg zum Canonicus a latere in Paderborn ernannt. In Münster war er ab 1789 Geheimer Rat und ab 1800 Präsident des Geheimen Rates als Vertreter des Dompropstes und Ratspräsident von Wrede. Er bezog ein jährliches Gehalt von 1145 Reichstalern. Nachdem das Hochstift Münster in preußischen Besitz übergegangen war, endete seine Amtstätigkeit.